# Quận Clarke, Alabama
Quận Clarke là một quận thuộc tiểu bang Alabama, Hoa Kỳ. Quận được đặt tên theo tướng John Clark. Dân số quận năm 2000 là 27.867 người. Quận lỵ đóng ở Grove Hill.